# Syktyvdinskij rajon
Il Syktyvdinskij rajon è un rajon (distretto) della Repubblica dei Komi, nella Russia settentrionale. Il capoluogo è il villaggio di Vyl'gort.